# Mariana Marino
Mariana Noelia Marino Badaloni (Mendoza, 28 de enero de 1981) es una modelo argentina radicada en Chile. Actualmente es empresaria hotelera.
Nacida en Mendoza, Marino llegó a Chile durante el verano de 2002, cuando fue coronada como Miss Reef. Sus primeros trabajos en televisión fueron en Telecanal donde presentó el informe del tiempo y fue modelo del late show de Pablo Zúñiga.
En 2010, se integra a Morandé con compañía como modelo y realizadora de las menciones publicitarias. Al año siguiente, formó parte del elenco de la tercera temporada de la serie La Colonia. Sin embargo, donde ganó más popularidad fue tras su osada participación en la "Vedetón".
El día 16 de enero de 2012, Canal 13 confirmó su participación en el reality show Mundos opuestos, el cual gozó de altos índices de sintonía. Tras su paso por el reality, barajó varias ofertas de trabajo optando por ser panelista de Así somos en La Red.
El 12 de diciembre de 2012 se publicó un vídeo en Internet de carácter sexual, de una relación anterior con el bailarín Ronny "Dance" Munizaga, debido a ello la argentina llegó a tribunales.

## Apariciones

### Programas de televisión
| Año         | Programa                | Canal       | Rol                           |
| ----------- | ----------------------- | ----------- | ----------------------------- |
| 2009        | Pura Noche              | Telecanal   | Panelista                     |
| 2009        | El Tiempo               | Telecanal   | Conductora                    |
| 2009        | Jugados                 | Telecanal   | Panelista                     |
| 2009        | Influencia humana       | Telecanal   | Coanimadora                   |
| 2009        | Buenos Días a Todos     | TVN         | Modelo                        |
| 2010 - 2011 | Morandé con Compañía    | Mega        | Modelo                        |
| 2011        | La Colonia              | Mega        | Actriz                        |
| 2011        | Teletón 2011 (Vedetón)  | Mega        | Participante / Vedette        |
| 2012        | Mundos Opuestos         | Canal 13    | Participante (18.ª eliminada) |
| 2012        | Teatro en Chilevisión   | Chilevisión | Invitada                      |
| 2012        | Sábado Gigante: 50 años | Canal 13    | Modelo                        |
| 2012        | Así Somos               | La Red      | Panelista                     |
| 2013        | Alfombra roja           | Canal 13    | Panelista                     |
| 2013        | Alfombra roja prime     | Canal 13    | Invitada                      |
| 2013        | Juga2                   | TVN         | Participante                  |
| 2014        | Locos por el Mundial    | Chilevisión | Invitada                      |
| 2017        | La Divina Comida        | Chilevisión | Participante anfitriona       |